# Великое (Полтавская область)
Великое (укр. Велике) — село,
Мартыновский сельский совет,
Гадячский район,
Полтавская область,
Украина.
Код КОАТУУ — 5320484702. Население по переписи 2001 года составляло 341 человек.

## Географическое положение
Село Великое находится в 0,5 км от села Мартыновка и с 1-м км от села Шадурка.
Рядом проходит автомобильная дорога Т-1705.

## История
- 1890 — дата основания.